# تيري إيفانز
تيري إيفانز (بالإنجليزية: Terry Evans)‏ (12 أبريل 1965 بهامرسميث في المملكة المتحدة - ) هو لاعب كرة قدم بريطاني في مركز الدفاع. لعب مع كوينز بارك رينجرز ونادي برينتفورد وويكمب وندررز ونادي كينغستونيان ونادي هيلينغدون بورو.

## وصلات خارجية
- تيري إيفانز على موقع قاعدة بيانات كرة القدم.إي يو (الإنجليزية)
- تيري إيفانز على موقع Soccerbase.com (لاعب) (الإنجليزية)
- تيري إيفانز على موقع Soccerbase.com (مدرب) (الإنجليزية)